# Éthinylestradiol
L'éthinylestradiol, ou éthinyl estradiol (EE), est un dérivé de synthèse de l'estradiol. C'est l'œstrogène actif par voie orale le plus utilisé au monde. On le trouve dans presque toutes les formulations modernes des pilules contraceptives combinées.
L'EE est excrété dans les urines et les fèces. C'est un estrogène de synthèse qui est donc libéré dans la nature sans que l'on en connaisse les conséquences.

## Action médicamenteuse
Le premier stéroïde œstrogénique de synthèse actif par voie orale, l'éthinylestradiol, l'analogue 17α-éthynyl de l'estradiol, a été synthétisé chimiquement en 1938 par Hans Herloff Inhoffen et Walter Hohlweg dans les laboratoires Schering à Berlin,,,,.
L'éthinylestradiol fut autorisé par la FDA aux États-Unis le 25 juin 1943 et commercialisé par Schering-Plough sous le nom de Estinyl. La FDA a retiré son autorisation à l’Estinyl le 4 juin 2004 à la demande du laboratoire Schering qui avait arrêté de le commercialiser.
Bien que l'estradiol soit facilement absorbé quand il est pris par voie orale, il est également rapidement dégradé par le foie. La substitution de l'hydrogène sur le carbone 17 de la molécule d'estradiol par un groupe éthynyl a montré que l'on obtenait ainsi un œstrogène bien plus résistant à la dégradation hépatique et a ouvert la voie au développement de contraceptifs oraux.
L'éthinylestradiol est absorbé dans l'intestin grêle et atteint un pic sérique environ 2h plus tard. Il subit une forte métabolisation dans le foie qui implique l'enzyme cytochrome P450 3A4 (CYP3A4).
L'éthinylestradiol et ses métabolites sont excrétés dans la bile. À cause de la circulation entéro-hépatique, un second pic est observé plusieurs heures après.
Il existe de grandes variations entre les individus dans le processus global d'absorption qui peut de plus être modifié par les drogues (par exemple, les antibiotiques qui affectent la circulation entérohépatique ou bien les enzymes du foie.).
Dans la circulation sanguine, EE est quasiment intégralement fixé à l'albumine du plasma sanguin.
Sa métabolisation se fait par hydroxylation du noyau aromatique et est excrété à la fois dans les fèces et dans les urines sous forme de glucuronide et de sulfate conjugués.
L'EE est actif au plan hormonal en activant les récepteurs des œstrogènes et, par là même, est donc un œstrogène. Il trouve son emploi le plus commun dans les associations estrogène-progestérone utilisées dans les préparations contraceptives. Au cours du temps, les quantités d'éthinylestradiol utilisées de façon quotidienne ont diminué de 100 μg à 20 μg.
Les mêmes contre-indications et précautions que pour les autres médicaments à base d'œstrogène s'appliquent à l'EE.
L’Estinyl était un médicament ayant comme seul principe actif l'EE utilisé pour calmer les symptômes de la ménopause et l'hypogonadisme féminin.

## Effets sur la faune
Une étude rapporte qu’une exposition de 21 jours sur Gasterosteus aculeatus, une espèce de poisson possédant des biomarqueurs sensibles à l’exposition d’hormones, d’une concentration de 170 ng/L d’éthynylestradiol se traduit par une inhibition de la production d’androgène, un indice néphrosomatique (INS) plus bas ainsi qu’un indice somatique ovarien (ISO) également plus bas. Ces variations peuvent se traduire par un désordre de la fonction reproductive. Le mécanisme d’action reste toutefois inconnu. Il est également bon de rappeler que ces résultats ont été obtenus dans le cadre de bioessais et que bien d’autres facteurs reliés à la complexité des équilibres régissant les milieux naturels peuvent modifier la biodisponibilité de ce contaminant. Il est également à souligner que cette étude utilise une concentration de 170 ng/L alors que les concentrations recensées ici-bas sont plutôt de l’ordre de 5–25 ng/L.
La même étude a également démontré que les effets d’une concentration de 10 ng/L de ce contaminants sont plus prononcés en été en raison de l’augmentation de la température et de la photopériode; deux facteurs qui affectent considérablement l’expression de l’ARN messager de certains gènes et ce à des concentrations qui sont présentement retrouvée dans les eaux naturelles.

## Méthode de quantification du contaminant

### Extraction
Une des approches récemment proposées pour isoler les estrogènes retrouvés dans les eaux naturelles propose une extraction sur phase solide en deux étapes; extraction sur phase inverse suivi d’une filtration sur phase polaire. Cette méthode a l’avantage d’être efficace pour l’analyse de matrices complexes. 250 mL de l’échantillon d’eau sont d’abord introduits sur une cartouche C18 pré-conditionnée par 5 mL d’hexane suivis de 8 mL de méthanol et de 5 mL d’eau milli-Q. La cartouche est ensuite lavée avec 5 mL d’un mélange 1:9 de méthanol-eau pour ensuite être asséchée par un jet d’azote durant 25 minutes sous vide. L‘analyte est ensuite élué avec 10 mL de méthanol. Le solvant est alors évaporé pour reconstituer l’analyte dans un volume de 8 mL d’un mélange 1 :9 acétone-dichlorométhane. Une seconde cartouche, polaire (FlorisilTM) cette fois-ci, est utilisée après avoir été conditionnée par 5 mL d’hexane suivi de 10 minutes de séchage à l’air. Le filtrat est directement récolté puis asséché par un jet d’azote. La solution est enfin reconstituée dans 0,5 mL  de méthanol.
Une extraction alternative utilise un support solide à empreinte moléculaire. Le polymère utilisé à cette fin est préparé à partir de l’acide méthacrylique comme monomère fonctionnel, l’éthylèneglycol diméthacrylate comme monomère connecteur ainsi que l’acétonitrile ou le toluène en tant qu’agent poreux.
Une autre publication propose plutôt d’extraire l’éthynylestradiol à partir d’une phase solide aux propriétés magnétiques. Cette phase solide est en fait des microbilles de FeO4 enrobées d’acide poly(divinylbenzène-co-méthacrylique) qui adsorbent spécifiquement les composés inhibiteurs endocriniens. À partir de cette propriété, il est possible de laver les analytes dans l’eau milli-Q  par leur attraction vis-à-vis un aimant pour ensuite les éluer dans le méthanol.

### Séparation
La chromatographie liquide en phase inverse C18 semble être la méthodologie la plus courante pour séparer les composés à noyau stéroïdien. La suivante est représentative des conditions utilisées. Pour une colonne de marque Symmetry-C18 (150 mm x 2,0 mm, I.D., 5 μm, Waters), un gradient linéaire eau/méthanol sous un débit de 0.2 mL/min est utilisé à 40 °C selon les indications suivantes : de 0 à 10 minutes, le gradient est de 80:20; 50:50 de 10 à 25 minutes; 30:70 entre 25 et 40 minutes pour atteindre une proportion de 20:80 entre 40 et 45 minutes. Dans ces conditions, l’éthynylestradiol possède un temps de rétention de 32.68 minutes parmi un mélange d’œstrogènes (naturelles et synthétiques) et de ses métabolites. 
Un second article a proposé récemment une méthodologie LC/MS avec SPE (extraction sur phase solide) on-line. C'est donc dire que l'échantillon est injecté directement dans le système pour y être pré-concentré. Cette méthode a l'avantage d'être très rapide en comparaison des autres méthodes, c'est-à-dire en 15 minute. Les résultats sont également prometteurs; on dénote une limite de détection de 2,7 ng/L pour un volume d'injection de 3 mL et l'avantage d'une cartouche SPE réutilisable.

### Détection
Dans les conditions citées ci-haut, l’éthynylestradiol élue toutefois dans une plage partagée avec d’autres composés. C’est cette problématique qui est contournée avec l’utilisation de la spectrométrie de masse. En effet, l’éthynylestradiol ayant un rapport masse/charge de 295 [M-H]- (mode négatif) qui n’est pas associé à aucune autre composante du mélange d’œstrogènes, il est alors possible de le quantifier.
Pour contourner le problème de spécificité, il est aussi possible d’utiliser la spectrométrie de masse en tandem. Il est également à noter qu’une méthodologie utilisant la chromatographie en phase gazeuse est souvent répertoriée dans la littérature. Elle nécessite toutefois une étape supplémentaire de dérivatisation.

## Quantifications répertoriées
Le tableau suivant présente les concentrations en éthynylestradiol répertoriées par différents groupes de recherche à travers le monde. Il peut en être observé que plusieurs méthodes utilisées jusqu’à maintenant ne permettent pas d’obtenir des limites de détection suffisamment basses pour évaluer la présence du composé dans les eaux de surface. La variabilité des concentrations répertoriées est non seulement empreinte de la variation de la consommation de cet œstrogène synthétique mais également de l’éloignement du site d’échantillonnage par rapport à la source de rejet des eaux traitées par les villes. Somme toute, les concentrations déterminées permettent d’établir leur présence dans les eaux de surface et donc l’importance d’établir leur toxicité à ces niveaux de concentration sur la faune.
| Pays         | Affluent                     | Source d'eau      | Concentration (ng/L) | Méthode utilisée  | Limite de détection (ng/L) |
| ------------ | ---------------------------- | ----------------- | -------------------- | ----------------- | -------------------------- |
| Allemagne    | Danube, Nau, Blau            | de surface        | 0.80                 | HRGC-NCI-MS       | 0.10                       |
| Allemagne    | Baie de Wismar               | de surface        | 17.2                 | SPE LC-ESI-MS/MS  | 0.5                        |
| Cambodge     | Siem Reap                    | de surface (C.U.) | 23.4                 | LLE GC-MS         | 5.0                        |
| Canada       | Milles Îles                  | de surface (C.U.) | N/D                  | SPE LC-APPI-MS/MS | 7.0                        |
| Chili        | Itata, Biobio                | de surface (C.U.) | 0.38-30.56#          | ----              | ----                       |
| Chine        | Fenhe                        | de surface (C.U.) | 24.4                 | LLE GC-MS         | 5.0                        |
| Corée du Sud | Han                          | de surface (C.U.) | N/D                  | LC-MS/MS ESI APCI | 1.0                        |
| Corée du Sud | Yeongsan, Seomjin            | de surface (C.U.) | 4.5                  | LLE GC-MS         | 5.0                        |
| Grèce        | Aliakmon, Axios, Loudias     | de surface (C.U.) | N/D                  | SPE GC-MS         | 0.7                        |
| Grèce        | Thermaikos, Loudias          | de surface (C.U.) | N/D                  | SPE GC-MS         | 6.6                        |
| Indonésie    | Cikamasan                    | de surface (C.U.) | 9.1                  | LLE GC-MS         | 5.0                        |
| Laos         | Ton                          | de surface (C.U.) | 19.7                 | LLE GC-MS         | 5.0                        |
| Malaisie     | Tuaran                       | de surface (C.U.) | 8.7                  | LLE GC-MS         | 5.0                        |
| Royaume-Uni  | Medway                       | de surface        | N/D                  | SPE GC-MS/MS      | 0.27                       |
| Taïwan       | Usine de traitement des eaux | non traitée       | N/D                  | SPE LC-ESI-MS/MS  | 8.0                        |
| Thaïlande    | Khong                        | de surface (C.U.) | 10.4                 | LLE GC-MS         | 5.0                        |
| Viêt Nam     | Long Xuyen                   | de surface (C.U.) | 28.6                 | LLE GC-MS         | 5.0                        |

Légende :
LC	Chromatographie liquide
MS/MS	Spectrométrie de masse en tandem
ESI	Ionisation par nébulisation
APCI	Ionisation chimique à pression atmosphérique
HRGC	Chromatographie gazeuse à haute résolution
NCI	Ionisation en mode négatif
LLE	Extraction liquide-liquide
GC	Chromatographie gazeuse
N/D	Non détecté
C.U.	Consommation urbaine
#	Évaluation seulement en fonction de la densité de population

## Divers
L'éthynilœstradiol fait partie de la liste des médicaments essentiels de l'Organisation mondiale de la santé (liste mise à jour en avril 2013).